# Ely Galleani
Ely Galleani (eigentlich Federica Elisabetta De Galeani; * 24. April 1953 in Alassio) ist eine italienische ehemalige Schauspielerin.
Die Tochter eines Grafen und einer Polin mit litauischen Wurzeln debütierte im Alter von 17 Jahren in Duccio Tessaris Film Quella piccola differenza. Sie besuchte ein klassisches Gymnasium und spielte unter ihrem Künstlernamen im Laufe der Zeit größer werdende Rollen, zunächst in einigen anspruchsvolleren Filmen, rasch aber bis zu ihrem Rückzug 1978 meist sinnliche junge Frauen in oftmals der Erotik zuneigenden Kommerzfilmen.
Sie ist die Halbschwester von Halina Zalewska und war mit dem Filmemacher Carlo Vanzina verheiratet. Auch ist sie unter anderen Künstlernamen bekannt.

## Filmografie (Auswahl)
- 1971: Abend ohne Alibi (In nome del popolo italiano)
- 1971: Roma Bene – Liebe und Sex in Rom (Roma bene)
- 1973: Blutrausch (Squadra volante uccideteli… senza ragione)
- 1973: Foltergarten der Sinnlichkeit 2 (Baba Yaga)
- 1973: Das Lächeln des großen Verführers (IL sorriso del grande tentatore)
- 1973: Tote Zeugen singen nicht (La polizia incrimina, la legge assolve)
- 1976: Die Hinrichtung
- 1976: Apache Woman (Una donna chiamata Apache)
- 1976: Black Emanuelle 2. Teil (Emanuelle nera: Orient reportage)
- 1976: Der große Angeber (Le grand escogriffe)
- 1976: Der Kleine mit der großen Schnauze (La dottoressa sotto il lenzuolo)
- 1977: Kidnapping … ein Tag der Gewalt (Operazione Kappa: sparate a vista!)
- 1978: Meine drei Cousinen (Cugini miei)
- 1978: Das Rasthaus zur SEX-ten Glückseligkeit (L'Amour chez les poids lourds)
- 1978: Schwarzes Venedig (Nero veneziano)
- 1978: Sklavenmarkt der weißen Mädchen (La via della prostituzione)